# Annual Review of Microbiology
Annual Review of Microbiology – recenzowany periodyk naukowy ukazujący się raz w roku i publikujący artykuły przeglądowe z dziedziny mikrobiologii. Czasopismo powstało w 1947 roku, a jego wydawcą jest Annual Reviews.
Impact factor periodyku za rok 2015 wyniósł 10,536, co dało mu 6. miejsce spośród 123 czasopism w kategorii „mikrobiologia”. Na polskiej liście czasopism punktowanych przez Ministerstwo Nauki i Szkolnictwa Wyższego z 2015 roku „Annual Review of Microbiology” przyznano 45 punktów.